# 小山実稚恵
小山 実稚恵（こやま みちえ、1959年5月3日 - ）は、日本のクラシック音楽のピアニスト。

## 略歴
宮城県仙台市に生まれ、岩手県盛岡市で育つ。東京芸術大学音楽学部附属音楽高等学校卒、東京芸術大学卒、東京芸術大学大学院修了。
6歳からピアノを始める。吉田見知子、田村宏に師事。海外への留学経験が一切なかったが、国際音楽コンクール世界連盟に登録したチャイコフスキー国際コンクールピアノ部門で第1位空位の第3位、その後ショパン国際ピアノコンクールで第4位を受賞した。国際コンクールの審査員としては、仙台国際音楽コンクール、第10回チャイコフスキー国際コンクール（1994年）、ロン＝ティボー国際コンクール（2004年）、第16回ショパン国際ピアノコンクール（2010年）、ミュンヘン国際音楽コンクール（2014年）に参加している。

## 受賞歴
- 1980年 - 日本音楽コンクールピアノ部門 第3位
- 1982年 - チャイコフスキー国際コンクールピアノ部門 第3位
- 1985年 - ショパン国際ピアノコンクール 第4位
- 1986年 - 第12回日本ショパン協会賞
- 1994年 - 飛騨古川音楽奨励賞
- 2005年 - 文化庁芸術祭音楽部門大賞
- 2005年 - 第7回ホテルオークラ音楽賞
- 2013年 - 第43回 東燃ゼネラル音楽賞
- 2015年 - 第35回 NHK交響楽団「有馬賞」
- 2015年 - 文化庁芸術祭音楽部門優秀賞
- 2017年 - 第67回芸術選奨音楽部門文部科学大臣賞[3]
- 2017年 - 紫綬褒章[4]

## ディスコグラフィ
- ショパン・コンクール・ライブ （1988年）
- アンコール （1989年3月21日）
- 珠玉のショパン小作品集 （1989年6月21日）
- リスト&チャイコフスキー：ピアノ協奏曲第1番 （1990年7月21日）
- マイ･ベスト･アーティスト （1991年）
- ショパン：練習曲集 （1991年5月22日）
- シューマン：謝肉祭 /　クライスレリアーナ （1992年3月25日）
- ファリャ：組曲「恋は魔術師」/スペイン・ピアノ名曲集 （1992年9月21日）
- リスト：ピアノ・ソナタ / ラフマニノフ：前奏曲集 （1993年4月21日）
- ショパン：ソナタ第3番、マズルカ他 （1993年4月21日）
- ラフマニノフ：ピアノ協奏曲第2番/パガニーニの主題による狂詩曲 （1993年4月21日）
- ラベル作品集 （1994年4月21日）
- リスト：ピアノ作品集 ラ・カンパネッラ （1995年7月21日）
- ラフマニノフ 練習曲集 （1996年10月21日）
- 夜想曲集 （1997年9月21日）
- リスト&ベルク：ピアノ・ソナタ　他 （1998年10月21日）
- ファンタジー （1999年11月3日）〈レコード芸術誌特選盤〉
- NHK大河ドラマ：葵 徳川三代 （テレビサントラ、2000年3月8日）
- ショパン:24の前奏曲、ピアノ・ソナタ第2番「葬送」他 （2000年9月20日）
- ラフマニノフ：ピアノ協奏曲第3番ニ短調作品30、ピアノ・ソナタ第2番変ロ短調作品36 （2003年8月6日）
- ショパン名曲集 （2004年11月17日）
- ベスト・アルバム （2004年11月17日）
- スクリャービン：ピアノ・ソナタ全集 （2004年11月17日）〈レコード芸術誌特選盤〉
- ショパン：バラード（全曲） （2005年10月19日）〈レコード芸術誌特選盤〉
- ベスト・アルバム（限定盤） （2006年11月22日）
- シューベルト：さすらい人幻想曲/即興曲集 （2006年11月22日）〈レコード芸術誌特選盤〉
- 国民楽派ピアノ・セレクション （2007年4月25日）
- アンコール+ （2007年10月24日）
- プレイズ・ラフマニノフ （2008年4月23日）
- ショパン：ピアノ協奏曲第1番ホ短調&第2番ヘ短調 （2010年1月27日）
- ショパン：ラルゲット‐ショパン・アルバム （2010年9月22日）
- ヴォカリーズ （2012年1月25日）〈レコード芸術誌特選盤〉
- CHACONNE （2013年4月17日）〈レコード芸術誌特選盤〉第51回レコード・アカデミー賞
- シューベルト：即興曲集 （2015年4月15日）〈レコード芸術誌特選盤〉
- カンタービレ （2016年12月7日）
- バッハ：ゴルトベルク変奏曲 （2017年5月3日）〈レコード芸術誌特選盤〉
- ベートーヴェン：エリーゼのために【完全生産限定盤/アナログ盤】 （2019年10月2日）
- ベートーヴェン：BEETHOVEN ピアノ・ソナタ （2020年7月22日）〈レコード芸術誌特選盤〉
- ベートーヴェン：ピアノ・ソナタ第30番・第31番・第32番 (2021年6月16日)
- ラフマニノフ：ピアノ協奏曲第3番/ピアノ・ソナタ第2番（2023年3月15日）
- ラフマニノフ：ピアノ協奏曲第2番/パガニーニの主題による狂詩曲（2023年3月15日）
- モノローグ（2023年5月3日）

## 著書
- 『点と魂と スイートスポットを探して』（KADOKAWA、2017年、共著：梶山寿子 ISBN 978-4048929394 ）
- 『ベートーヴェンとピアノ 限りなき創造の高みへ』（音楽之友社、2020年、共著：平野昭 ISBN 978-4276130586 ）